# Distrikt San Luis (Cañete)
Der Distrikt San Luis liegt in der Provinz Cañete in der Region Lima im zentralen Westen Perus. Der Distrikt wurde am 12. Januar 1871 gegründet. Er hat eine Fläche von 38,53 km². Beim Zensus 2017 lebten 13.436 Einwohner im Distrikt. Im Jahr 1993 betrug die Einwohnerzahl 10.159, im Jahr 2007 11.940. Verwaltungssitz ist die 26 m hoch gelegene Kleinstadt San Luis (auch San Luis de Cañete) mit 6773 Einwohnern (Stand 2017).

## Geographische Lage
Der Distrikt San Luis befindet sich an der Pazifikküste im Südwesten der Provinz Cañete. Er besitzt eine 4 km lange Küstenlinie und reicht knapp 7,5 km ins Landesinnere. Es wird im Distrikt bewässerte Landwirtschaft betrieben. Die Nationalstraße 1S (Panamericana) durchquert den Distrikt.
Der Distrikt San Luis grenzt im Nordwesten an den Distrikt Cerro Azul, im Nordosten an den Distrikt Imperial sowie im Südosten an den Distrikt San Vicente de Cañete.

## Städte und Ortschaften
Im Distrikt gibt es neben dem Hauptort San Luis folgende größere Orte:
- La Quebrada (2439 Einwohner)
- Laura Caller (1741 Einwohner)
- Santa Barbara (783 Einwohner)
- Santa Cruz (889 Einwohner)